# Oberea gabunensis
Oberea gabunensis là một loài bọ cánh cứng trong họ Cerambycidae.